# Домбрувка (Вадовицкий повет)
Домбру́вка (пол. Dąbrówka) — село в Польше на территории гмины Стрышув Вадовицкого повета Малопольского воеводства.

## География
Село находится в 2 км от административного центра гмины села Стрышув, 11 км от города Вадовице, 37 км от Кракова.

## История
Село основано в XV веке владельцами Стышува шляхетским родом Слупских.
С 1975 по 1998 год село входило в Бельское воеводство.